# 戈戈利 (溫基夫齊區)
49°7′15″N 27°22′12″E / 49.12083°N 27.37000°E
霍霍利（烏克蘭語：Гоголі）是位於烏克蘭西部的村莊，由赫梅利尼茨基州裡赫梅利尼茨基區的溫基夫齊市鎮負責管轄。該村始建於1652年，面積1.64平方公里，海拔高度334米，2001年人口390，人口密度每平方公里238人。